# Alabastre de Xerxes I
L'Alabastre de Xerxes I és un got o gerro de calcita o alabastre, amb la signatura quadrilingüe del governant aquemènida Xerxes I de Pèrsia (r. 486-465 abans de la nostra era), que es va descobrir en les ruïnes del Mausoleu d'Halicarnàs, a Cària, a l'actual Turquia, al peu de l'escalinata occidental. Actualment es troba al Museu Britànic, sense exposar.

## Descripció
El got té la mateixa breu inscripció en persa antic, egipci, babiloni i elamita:
| «                                                                          | 𐎧𐏁𐎹𐎠𐎼𐏁𐎠 𐏐 𐏋 𐏐 𐎺𐏀𐎼𐎣 (Xšayāršā : XŠ : vazraka) "Xerxes: El Gran Rei". | » |
| — Inscripció persa antiga en l'Alabastre de Xerxes, Mausoleu d'Halicarnàs. |                                                                     |   |

La funció d'aquest recipient no es coneix bé. Potser contenia aigua del Nil, rebuda com a símbol de submissió. En tot l'Imperi aquemènida es coneixen alguns altres exemples de gots molt semblants, com ara un got de Darios el Gran. Podria haver format part de la col·lecció del sàtrapa cari, i dona testimoni dels estrets contactes entre els governants caris i l'Imperi aquemènida.(3)
Els gots, d'origen egipci, eren molt preuats per als aquemènides, i és per això que tal volta Xerxes els oferís als governants caris i els conservàs com a objecte preciós. Podria ser que l'oferís Xerxes a la dinasta Artemísia I de Cària, que havia actuat amb èxit com a única dona almirall durant la Segona Guerra mèdica, i en particular en la batalla de Salamina.

L'alabastre ara és al Museu Britànic. Té una alçada de 28,8 cm, un diàmetre de 12,8 cm a la vora. El va desenterrar Charles Thomas Newton al 1857.

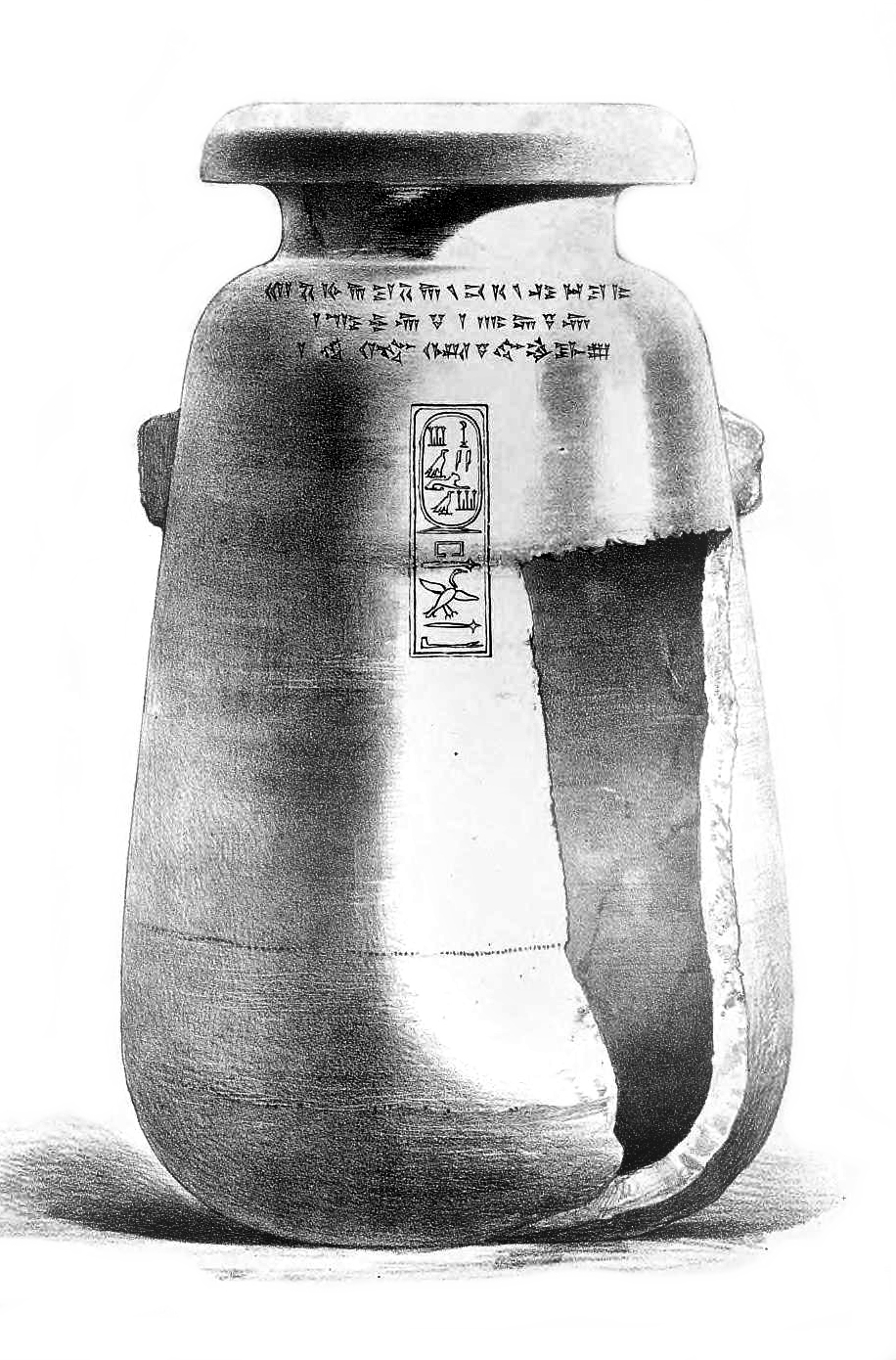
Quan es va descobrir
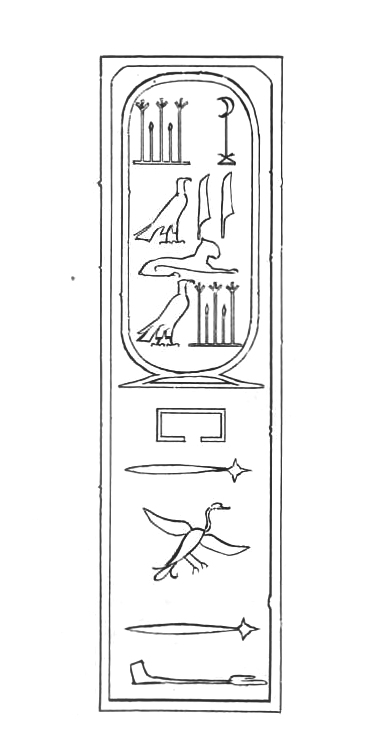
Inscripció jeroglífica: "El gran rei Xerxes"
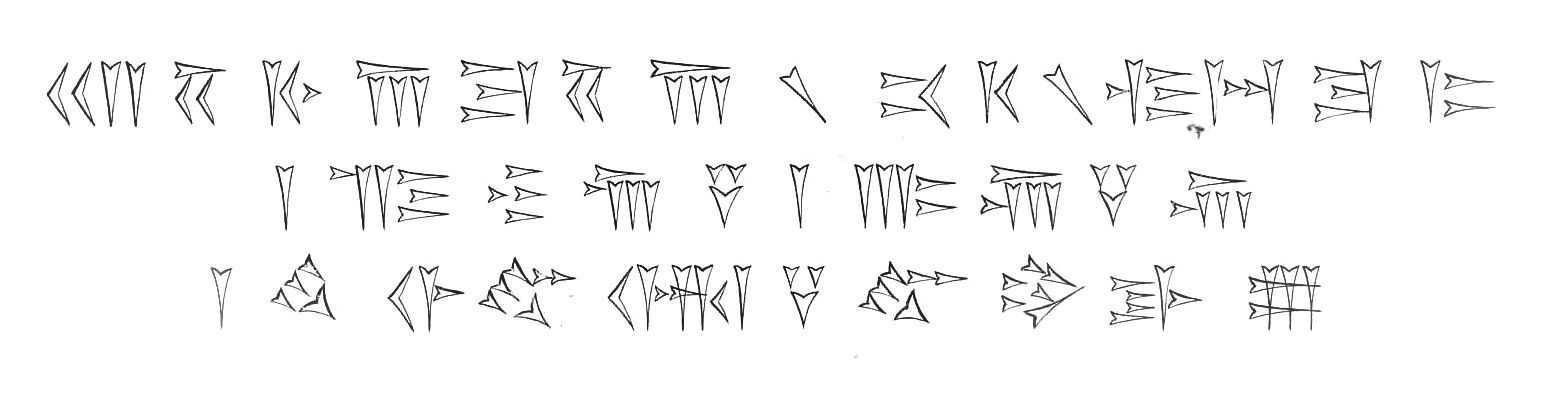
Inscripcions cuneïformes en l'alabastre ("El gran rei Xerxes" en tres idiomes, persa anticprimer)
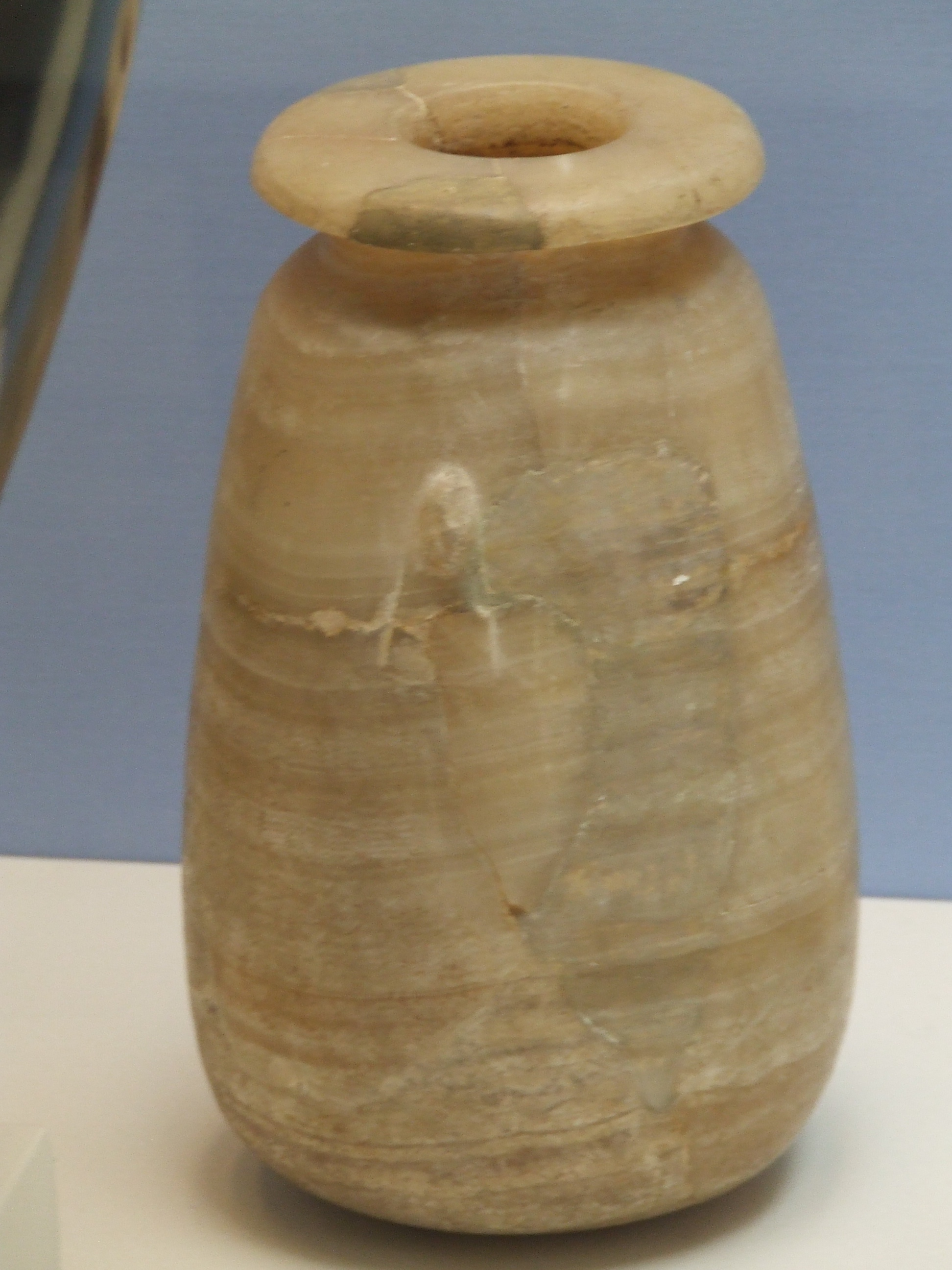
El got al Museu Britànic (costat)

## Alabastres similars
N'hi ha alguns de semblants, des de l'època de Darios el Gran fins a Xerxes, i fins i tot d'alguns governants aquemènides posteriors, sobretot d'Artaxerxes I de Pèrsia.(1)

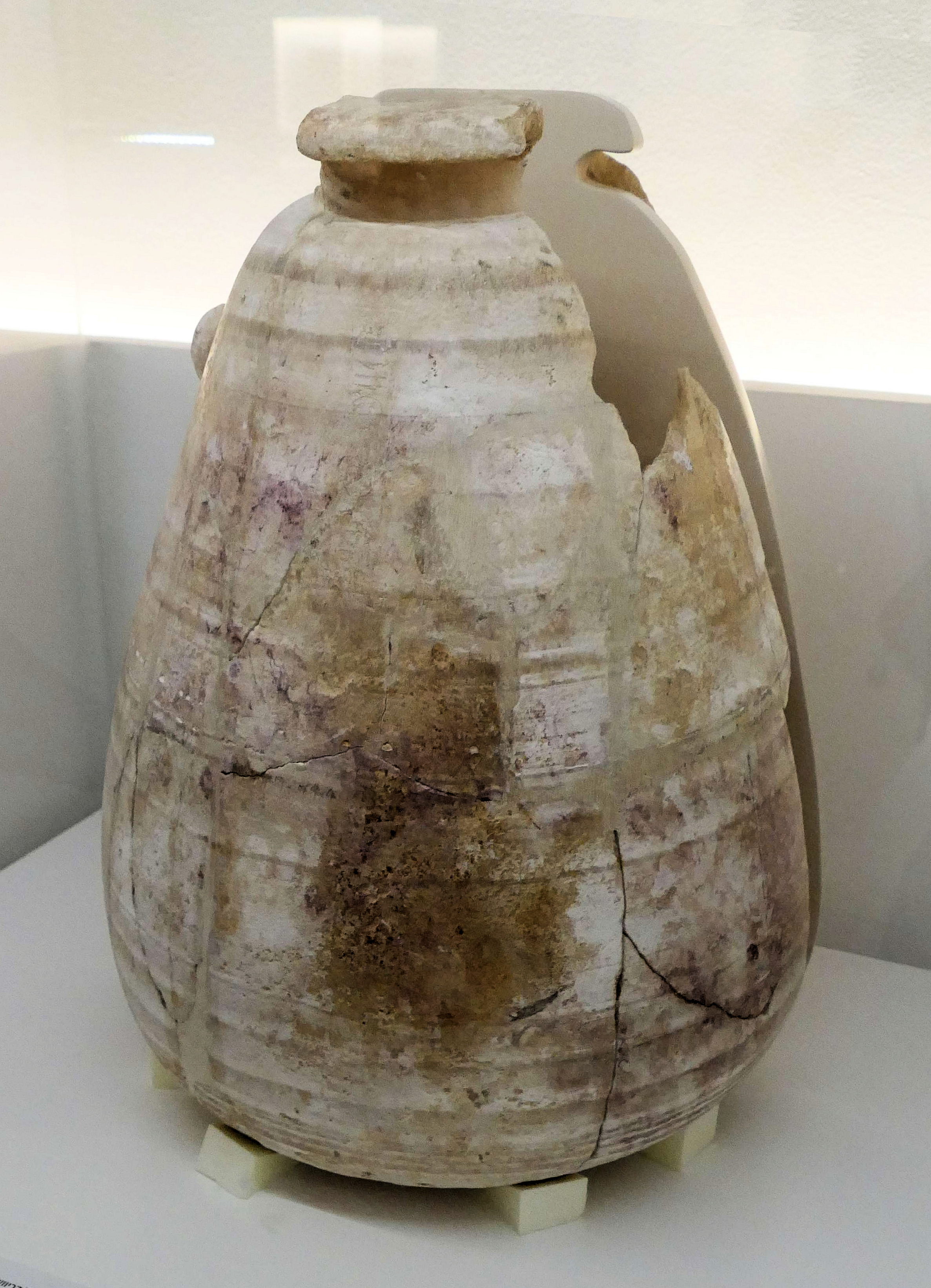
Got egipci d'alabastre de Darios el Gran amb inscripcions quadrilingües jeroglífiques icuneïformes
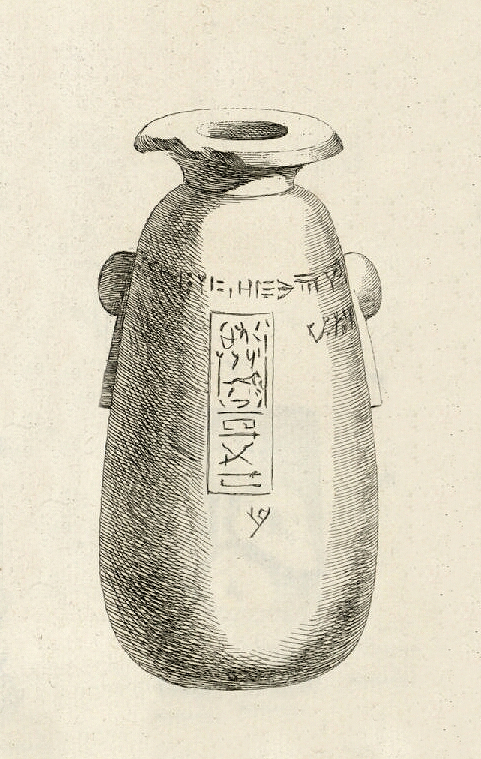
La gerra de Caylus, adquirida cap al 1760, fou clau en el desxiframent del l'escriptura cuneïforme
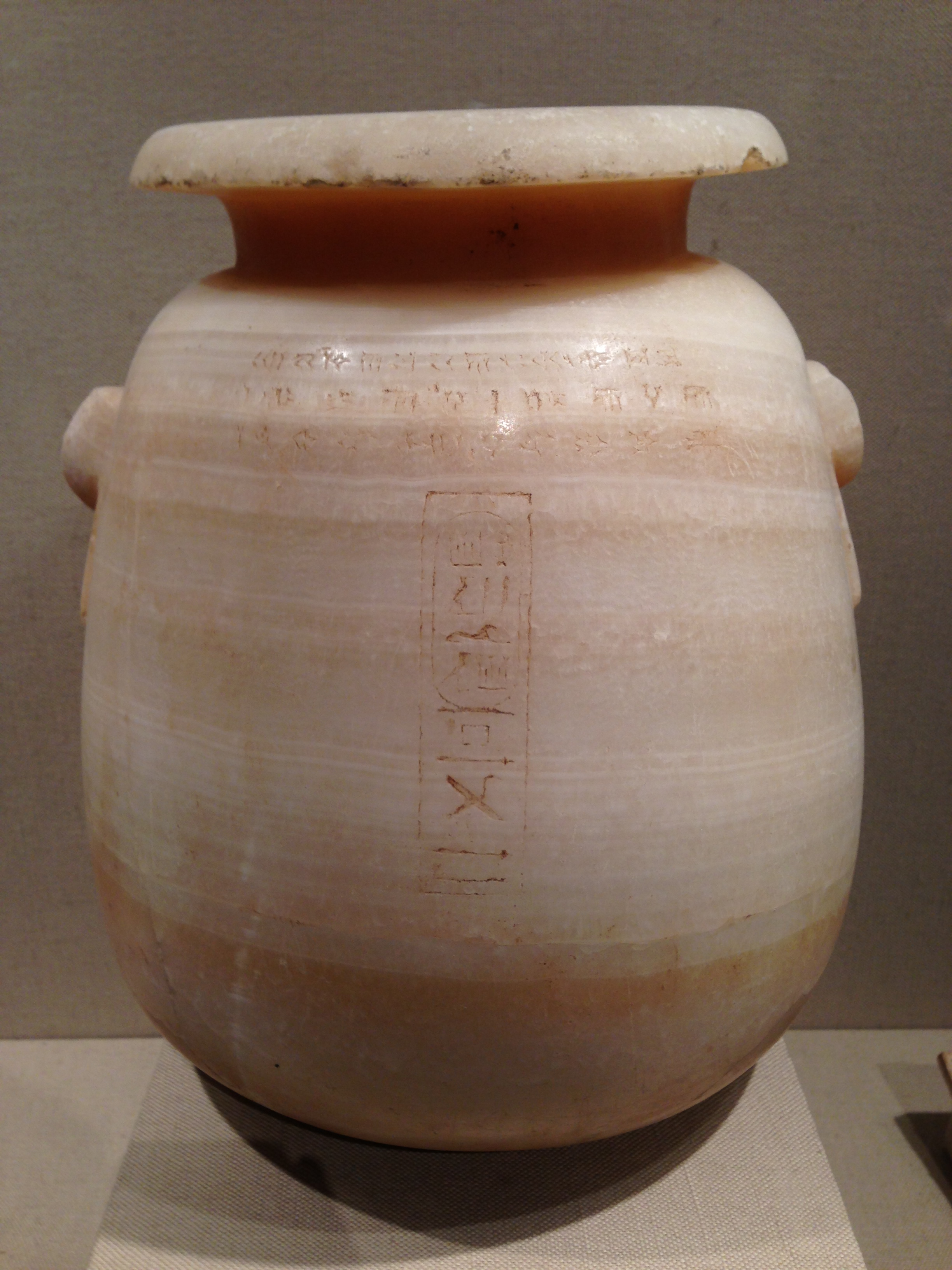
Un altre gerro de Xerxes I, al Museu Metropolità d'Art
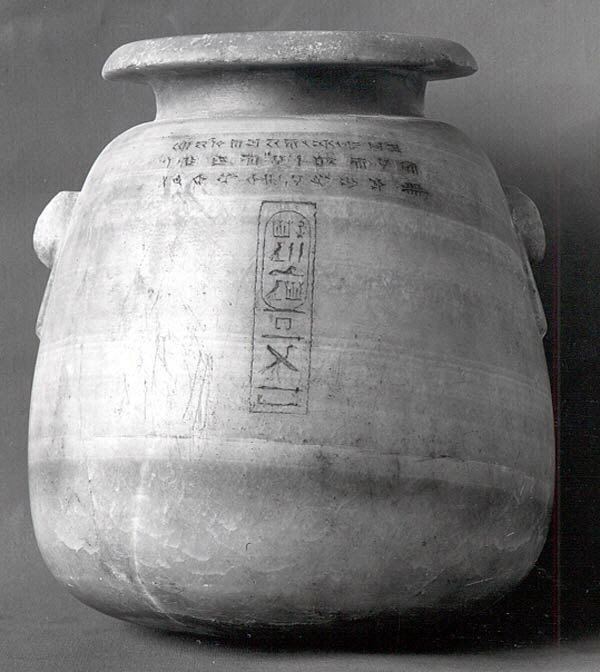
El mateix got en blanc i negre
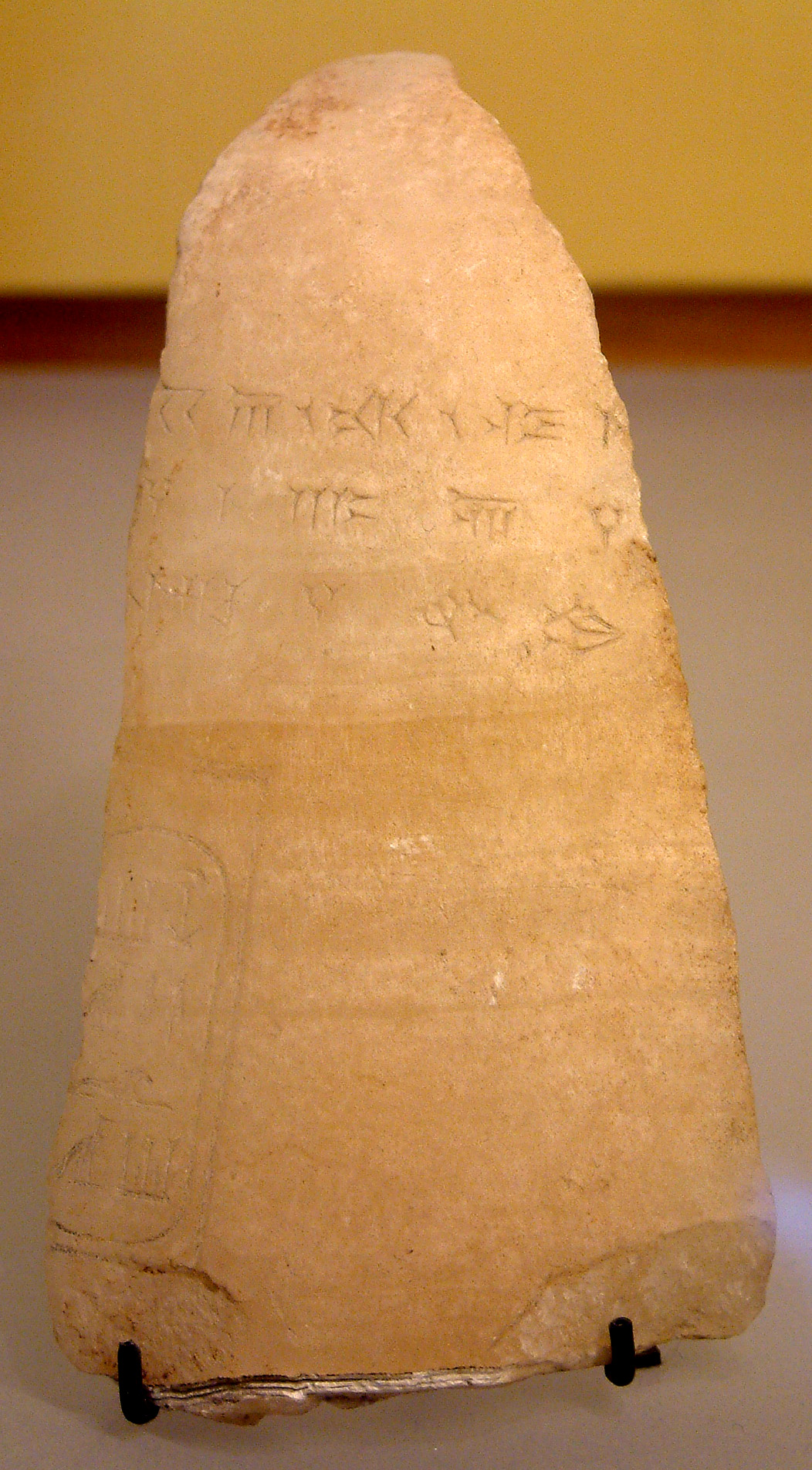
Fragment d'un got de Xerxes I. Museu del Louvre
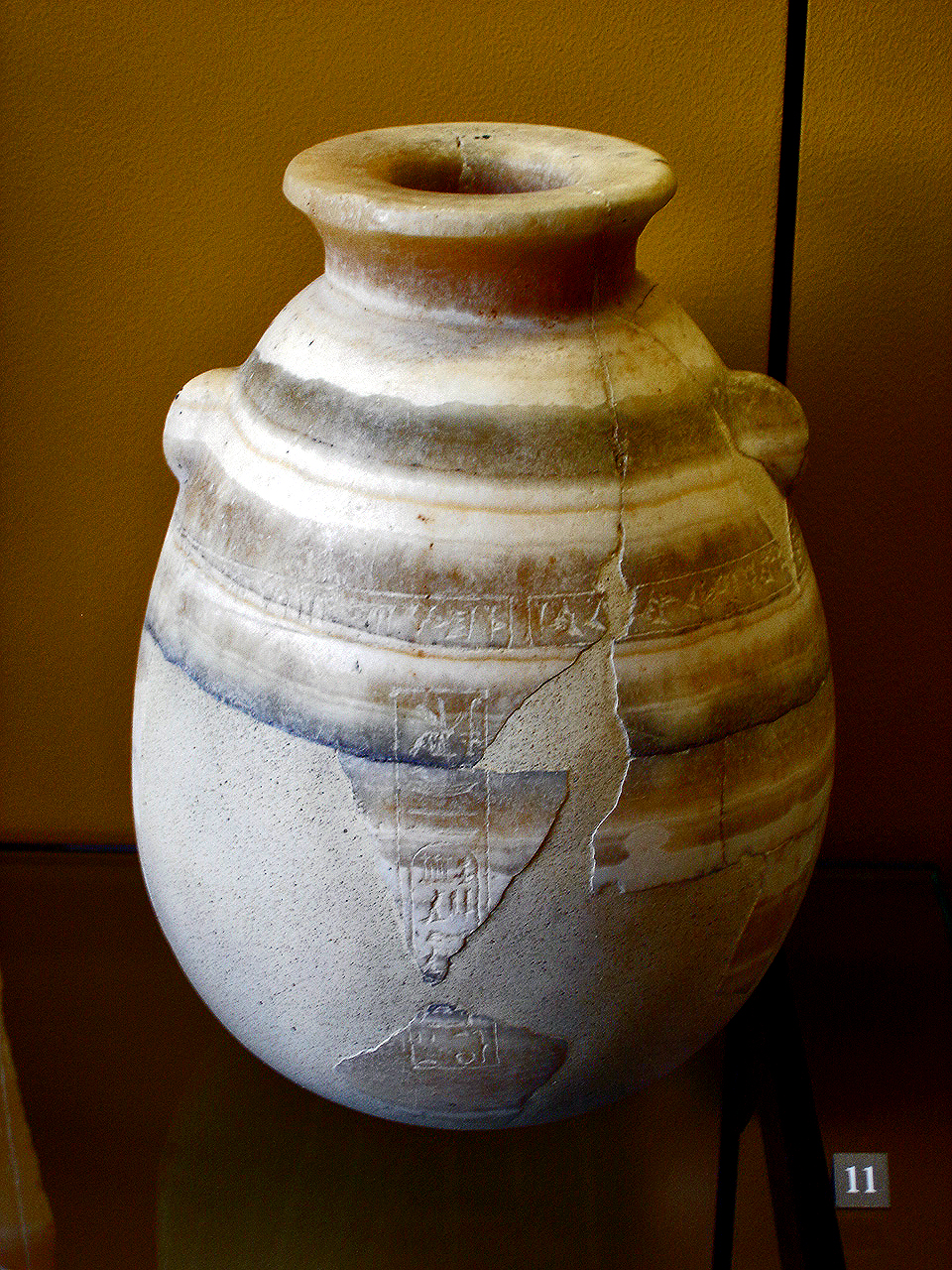
Vas de Xerxes I. Museu del Louvre
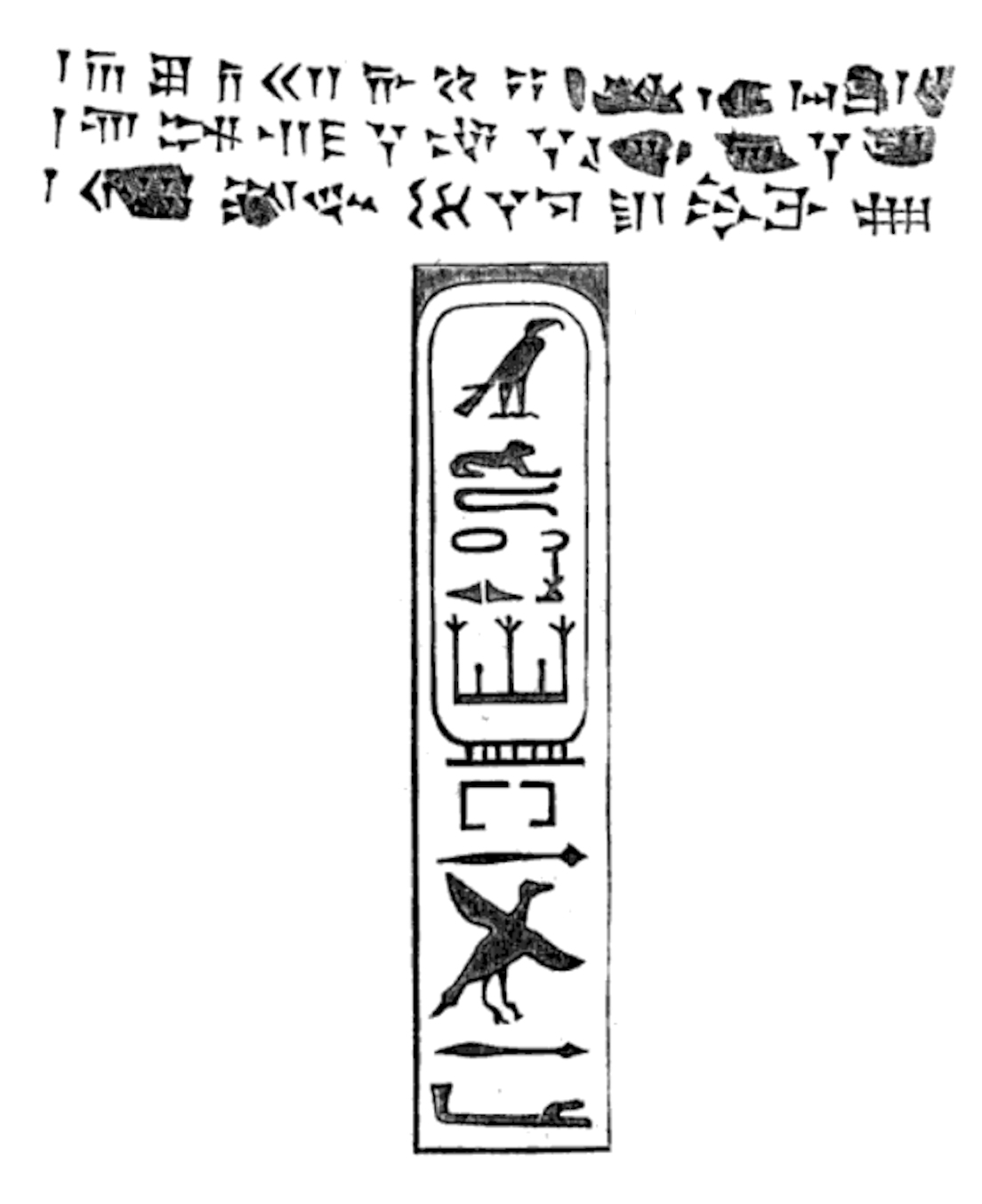
Inscripció quadrilingüe d'Artaxerxes I en un got d'alabastre egipci